# Талалаївська селищна рада
Талалаївська селищна рада — орган місцевого самоврядування у Талалаївському районі Чернігівської області. Адміністративний центр — селище міського типу Талалаївка.

## Загальні відомості
- Талалаївська селищна рада утворена у 1958 році[1].
- Територія ради: 20,4 км²
- Населення ради: 5185 осіб (станом на 2001 рік)

## Населені пункти
Селищній раді підпорядковані населені пункти:
- смт Талалаївка

## Склад ради
Рада складається з 25 депутатів та голови.
- Голова ради: Величко Юрій Євгенович
- Секретар ради: Михайлюк Тетяна Вікторівна

### Керівний склад попередніх скликань
| ПІБ                       | Основні відомості                                                | Дата обрання | Дата звільнення |
| ------------------------- | ---------------------------------------------------------------- | ------------ | --------------- |
| Пилипенко Микола Павлович | Селищний голова, 1958 року народження, безпартійний              | 26.03.2006   | 31.10.2010      |
| Величко Юрій Євгенович    | Селищний голова, 1963 року народження, освіта вища, безпартійний | 31.10.2010   |                 |

Примітка: таблиця складена за даними джерела

### Депутати
За результатами місцевих виборів 2010 року депутатами ради стали:

#### За суб'єктами висування
| Суб'єкт висування                 | Кількість обраних депутатів | %  |
| --------------------------------- | --------------------------- | -- |
| Партія регіонів                   | 6                           | 24 |
| Самовисування                     | 6                           | 24 |
| Політична партія «Сильна Україна» | 5                           | 20 |
| Соціалістична партія України      | 3                           | 12 |
| Українська Народна Партія         | 3                           | 12 |
| Комуністична партія України       | 1                           | 4  |
| Політична партія «Сила і честь»   | 1                           | 4  |

#### За округами
| № округу                          | Прізвище, ім'я, по батькові      | Дата визнання обраним | Освіта         | Партійна приналежність                        | Відомості про обраного депутата                                                        |
| --------------------------------- | -------------------------------- | --------------------- | -------------- | --------------------------------------------- | -------------------------------------------------------------------------------------- |
| Комуністична партія України       |                                  |                       |                |                                               |                                                                                        |
| 8                                 | Задорожна Валентина Миколаївна   | 01.11.2010            | Освіта вища    | позапартійна                                  | Талалаївський районний будинок культури, методист                                      |
| Партія регіонів                   |                                  |                       |                |                                               |                                                                                        |
| 2                                 | Рой Анатолій Миколайович         | 01.11.2010            | Освіта вища    | позапартійний                                 | Талалаївський РЕМ, заступник директора                                                 |
| 3                                 | Горянський Юрій Іванович         | 01.11.2010            | Освіта середня | член Партії регіонів                          | Талалаївський РЕМ, диспетчер                                                           |
| 5                                 | Бойко Галина Василівна           | 01.11.2010            | Освіта середня | член Партії регіонів                          | Талалаївська селищна рада, землевпорядник                                              |
| 6                                 | Мірошниченко Тетяна Іванівна     | 01.11.2010            | Освіта вища    | позапартійна                                  | Талалаївська ЦРЛ, лікар                                                                |
| 7                                 | Касяненко Валентина Миколаївна   | 01.11.2010            | Освіта вища    | позапартійна                                  | Громадська інспекція благоустрою, секретар                                             |
| 10                                | Кашка Федір Петрович             | 01.11.2010            | Освіта вища    | член Партії регіонів                          | Талалаївська селищна рада, спеціаліст                                                  |
| Політична партія «Сила і Честь»   |                                  |                       |                |                                               |                                                                                        |
| 14                                | Макаренко Любов Іванівна         | 01.11.2010            | Освіта вища    | член Політичної партії «Сила і Честь»         | відділ Держкомзему в Талалаївському районі, завідувачка сектору                        |
| Політична партія «Сильна Україна» |                                  |                       |                |                                               |                                                                                        |
| 4                                 | Сердюк Людмила Іванівна          | 01.11.2010            | Освіта вища    | позапартійна                                  | Талалаївська загальноосвітня школа I-III ст., вчитель                                  |
| 15                                | Марченко Тетяна Вадимівна        | 01.11.2010            | Освіта вища    | позапартійна                                  | фінансове управління Талалаївської РДА, заступник начальника ного відділу              |
| 16                                | Галицький Олег Миколайович       | 01.11.2010            | Освіта вища    | позапартійний                                 | Талалаївське районне управління юстиції, начальник відділу державної виконавчої служби |
| 24                                | Буша Сергій Леонідович           | 01.11.2010            | Освіта вища    | член Політичної партії «Сильна Україна»       | Червоноплугатарська загальноосвітня школа I-III ст., вчитель                           |
| 25                                | Черниш Валентина Федорівна       | 01.11.2010            | Освіта вища    | позапартійна                                  | управління ПФУ в Талалаївському районі, заступник начальника                           |
| Соціалістична партія України      |                                  |                       |                |                                               |                                                                                        |
| 1                                 | Онищенко Михайло Олександрович   | 01.11.2010            | Освіта вища    | позапартійний                                 | редакція районної газети «Трибуна хлібороба», заступник редактора                      |
| 21                                | Ткаченко Валентина Миколаївна    | 01.11.2010            | Освіта вища    | позапартійна                                  | районне управління статистики, спеціаліст                                              |
| 22                                | Дмитрюк Віктор Анатолійович      | 01.11.2010            | Освіта вища    | позапартійний                                 | Прилуцьке МБПІ, технік                                                                 |
| Українська Народна Партія         |                                  |                       |                |                                               |                                                                                        |
| 13                                | Чубарь Сергій Олексійович        | 01.11.2010            | Освіта вища    | член Української Народної Партії              | приватний підприємець                                                                  |
| 17                                | Пугач Наталія Славівна           | 01.11.2010            | Освіта вища    | член Української Народної Партії              | тимчасово не працює                                                                    |
| 18                                | Пугач Микола Михайлович          | 01.11.2010            | Освіта вища    | член Української Народної Партії              | селянське фермерське господарство, голова                                              |
| Самовисування                     |                                  |                       |                |                                               |                                                                                        |
| 9                                 | Михайлюк Тетяна Вікторівна       | 01.11.2010            | Освіта вища    | позапартійна                                  | Талалаївська селищна рада, секретар                                                    |
| 11                                | Горкавенко Сергій Григорович     | 01.11.2010            | Освіта середня | член Всеукраїнського об'єднання «Батьківщина» | цех електрокомунікаційних послуг № 12, електромонтер                                   |
| 12                                | Яковлев Владислав Миколайович    | 01.11.2010            | Освіта вища    | член Політичної партії «Народна Самооборона»  | відділ Держкомзему в Талалаївському районі, спеціаліст                                 |
| 19                                | Кур'янов Леонід Іванович         | 01.11.2010            | Освіта вища    | позапартійний                                 | Талалаївська філія «Срібнянський райавтодор», майстер                                  |
| 20                                | Білан Микола Володимирович       | 01.11.2010            | Освіта вища    | позапартійний                                 | пенсіонер                                                                              |
| 23                                | Омельченко Костянтин Миколайович | 01.11.2010            | Освіта вища    | позапартійний                                 | приватне підприємство, будівельник                                                     |